# Ernährungsteam
Ein Ernährungsteam ist ein Fachgremium für medizinische Ernährungsfragen in einem Krankenhaus. Es ist eine von der Anstaltsleitung eingesetzte interdisziplinäre Arbeitsgruppe, die der Krankenhausapotheke über die ständige Nutzung von medizinischen Ernährungsverordnungen (Medikamente) berichtet. Das interdisziplinär zusammengesetzte Team stellt den Ansprechpartner für die Krankenhausleitung, die Arzneimittelkommission und für die Abteilungen und Stationen bei Ernährungsproblemen dar.

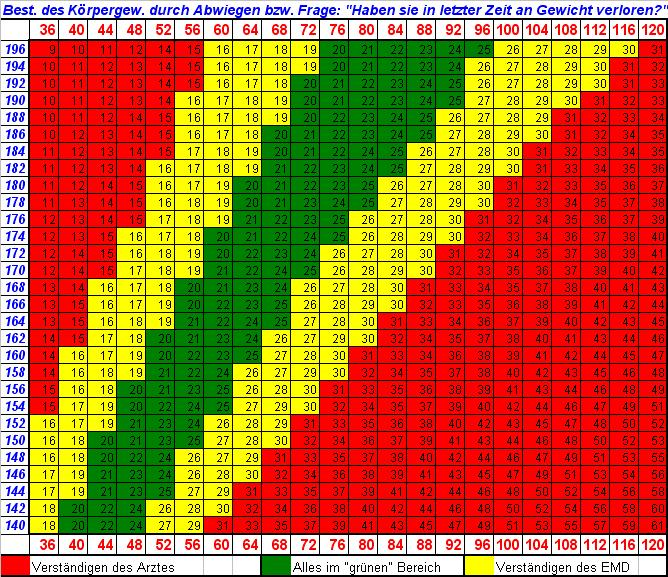
BMI-Tabelle

Das Ernährungsteam gibt den Mitarbeitern und Abteilungen eines Krankenhauses vor, unter welchen Indikationen bestimmte Ernährungskonzepte im Haus verfügbar sind und verwendet werden sollen. Das Team besteht aus Arzt, Apotheker, Diätologe und einer Person mit Krankenpflegediplom.

## Ziel
Ziel ist die Entwicklung, Analyse und Einführung von ernährungsspezifischen Standards (plus Dokumentation) inklusive Ernährungsscreening mit der Aufgabe, das Outcome für die Patienten zu verbessern. Das Ernährungsteam ist für die krankenhausinterne Herausgabe von fachspezifischen Informationen verantwortlich.
Für die Durchführung der künstlichen Ernährung in der Klinik spielen Ernährungsteams eine besondere Rolle. Durch solche Teams ist die Ernährungstherapie zu optimieren und die Komplikationsrate bei der Durchführung der Ernährungsinterventionen zu senken.

## Mangelernährungsscreening
Ein Screening ist ein Verfahren zur Reihenuntersuchung.

Im Besonderen soll bei hospitalisierten Patienten valide festgestellt werden, ob und wie sehr ein Zustand der Mangelernährung vorliegt.
Komponenten:
- BMI (ergibt sich aus Körpergröße und Körpergewicht)
- Gewichtsveränderungen (über einen Zeitraum von z. B. 3 Monaten).

Das Screening muss zu definierten Handlungschritten führen.

Durch ein Mangelernährungsscreening sinken die Komplikationen, die Liegedauer, die Morbidität und Mortalität der hospitalisierten Patienten sowie die Krankenhauskosten.